# Promachus rubripes
Promachus rubripes är en tvåvingeart som först beskrevs av Macquart 1834.  Promachus rubripes ingår i släktet Promachus och familjen rovflugor. Inga underarter finns listade i Catalogue of Life.